# Corwith Yard

Der Corwith Yard, offiziell Corwith Intermodal Facility, ist ein Containerterminal im Südwesten von Chicago. Im intermodalen Güterverkehr werden hier jährlich 810.000 Frachtcontainer (2017) zwischen dem Schienen- und Straßenverkehr umgeschlagen. Die Anfänge der Einrichtung gehen auf einen Güterbahnhof der Atchison, Topeka and Santa Fe Railway (AT&SF) aus dem Jahre 1888 zurück, der zwischenzeitlich zu einem großen Rangierbahnhof ausgebaut wurde. Mit dem Wandel des Warenumschlags von der manuellen Stückgutverladung über den Huckepack-Transport von Sattelaufliegern hin zur Verwendung von ISO-Containern, entstand hier schrittweise bis Ende des 20. Jahrhunderts eines der größten Containerterminals in Chicago. Es wird heute von der BNSF Railway betrieben, in der die AT&SF 1995 aufgegangen ist.

## Geschichte

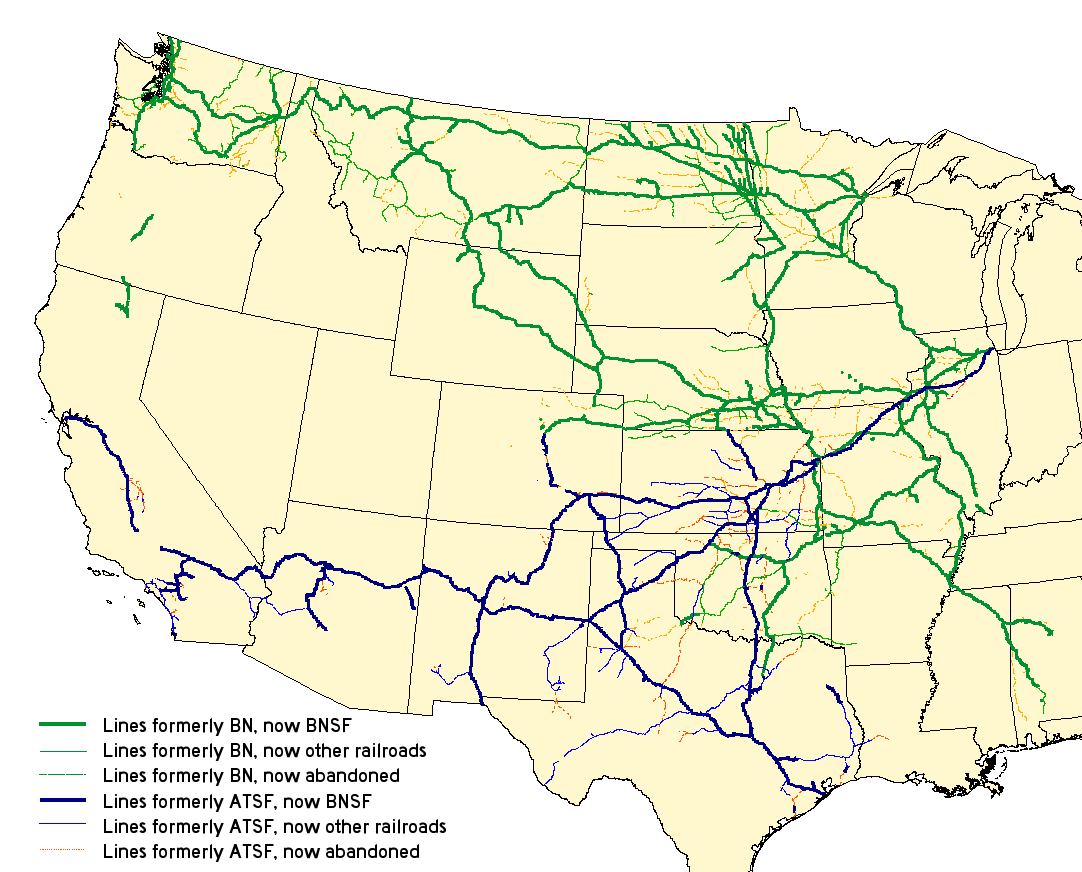
Streckennetz der BNSF, das Netz der ehemaligen AT&SF in blau

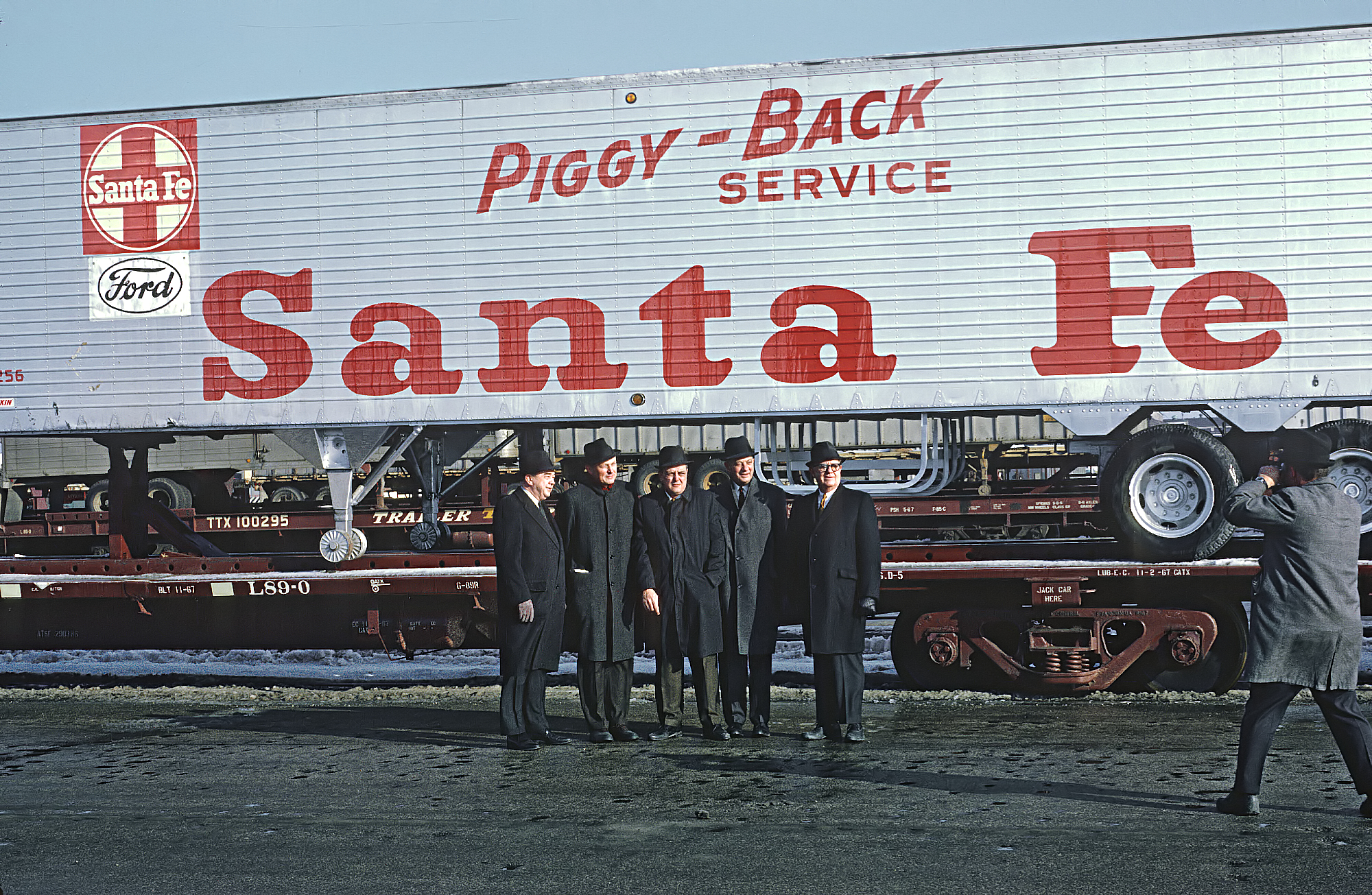
Hochrangige Manager der AT&SF auf dem Corwith Yard 1968; Einweihung des Güterzugs Super C für Sattelauflieger (verkehrte bis 1976 nach Los Angeles)

Zur Zeit der expandierenden Eisenbahngesellschaften in Nordamerika Ende des 19. Jahrhunderts baute die Atchison, Topeka and Santa Fe Railway (AT&SF) ihr Streckennetz im Osten bis nach Chicago aus und erwarb 1888 an ihrer Hauptstrecke im Südwesten der Stadt ein 77 Hektar großes Grundstück von Nathan Corwith. Sie errichtete hier mit dem Corwith Yard einen Güter- und Rangierbahnhof, der als östlicher Endpunkt der Güterzüge der AT&SF aus Kalifornien, New Mexico und Texas stetig an Bedeutung gewann. Er wurde in den Folgejahren ausgebaut und durch einen Lokschuppen und weitere Betriebswerkstätten erweitert.
Der stark gestiegene Güterverkehr während des Zweiten Weltkrieges brachte den Bahnhof in den 1940er Jahren an seine Kapazitätsgrenze und die für Dampflokomotiven ausgelegten Anlagen waren mit dem Aufkommen großer Diesellokomotiven zunehmend ungeeignet. Die AT&SF ließ daher das Gelände zwischen 1949 und 1958 für 20. Mio. US-Dollar komplett umbauen. Es entstanden mehrere große Frachthallen mit bis zu acht Gleisen, in denen das Stückgut mittels Förderanlagen zwischen den Güterwagen und den Lkw-Verladestellen transportiert werden konnte. Im Zentrum wurde ein Rangierbahnhof mit 32 Richtungsgleisen errichtet sowie weitere 33 Abstell- und Transfergleise im äußeren Bereich; die Gesamtkapazität betrug insgesamt etwa 6.000 Güterwagen.
Schon Mitte der 1950er Jahre begann die AT&SF mit dem sogenannten Huckepack-Transport von Sattelaufliegern auf Flachwagen zu experimentieren (trailer on flatcar, TOFC), wodurch das manuelle Umladen der Güter vermieden werden konnte. Diese Form des intermodalen Güterverkehrs löste zunehmend den Stückguttransport mit gedeckten Güterwagen ab. Die Eisenbahngesellschaft erkannte frühzeitig das Potential des neuen Transportsystems und erweiterte den Corwith Yard in den 1960er und 1970er Jahren von ursprünglich 0,77 km² auf über 1,3 km². Es begann erneut ein Umbauprozess des Geländes, im Zuge dessen der Rangierbahnhof Platz machen musste für neue mit Portalkränen ausgestattete Verladestationen. Das tägliche Verhältnis zwischen bearbeiteten klassischen Güterwagen und TOFC-Transporten am Corwith Yard betrug 1964 noch 980 zu 40 und stieg bis 1982 schon auf 560 zu 480. Die AT&SF fusionierte 1995 mit der Burlington Northern Railroad (BN) zur Burlington Northern Santa Fe Railway, die die heutige Corwith Intermodal Facility hauptsächlich als Containerterminal betreibt.

## Heutige Anlage

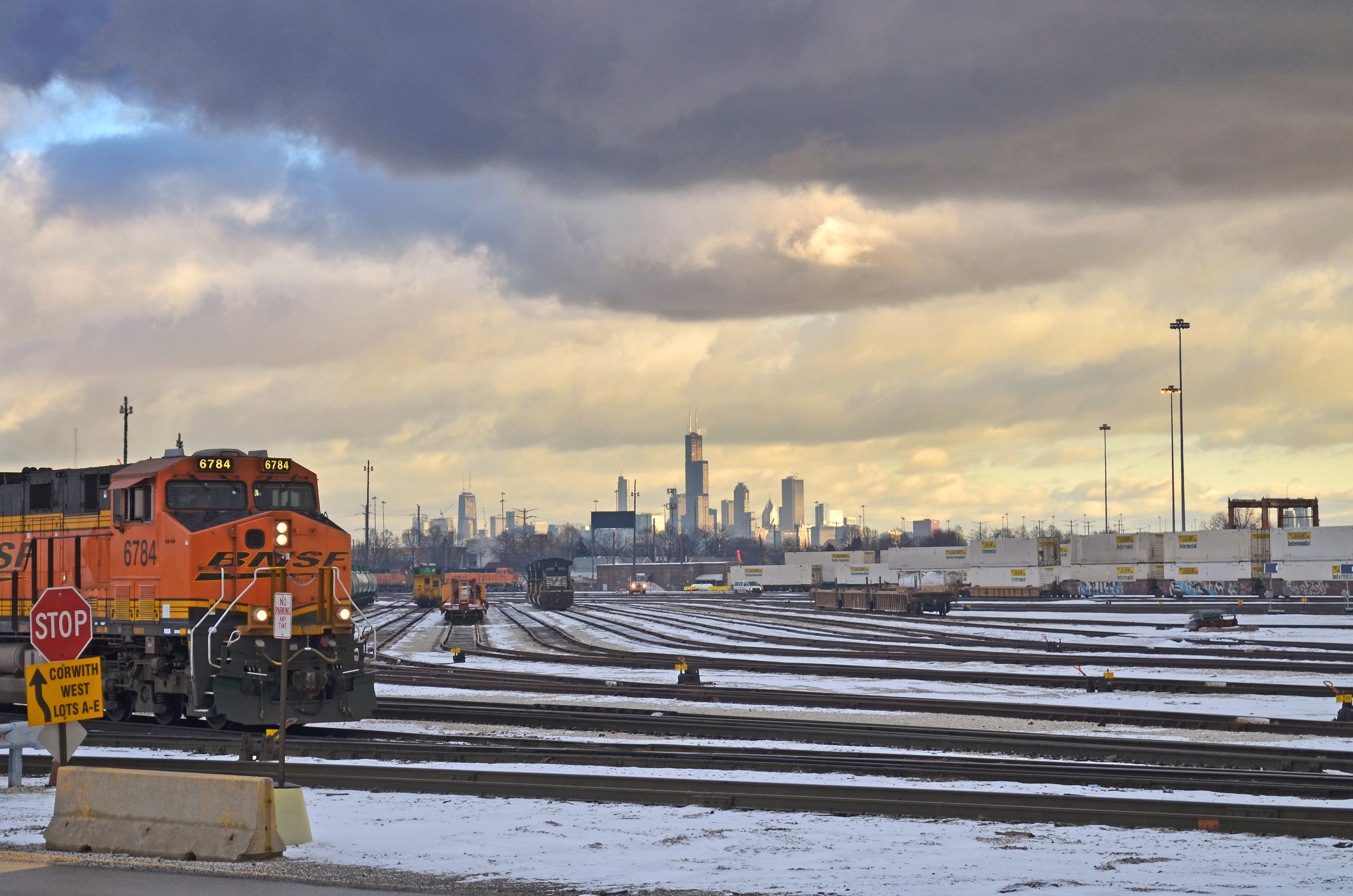
Skyline von Chicago hinter dem Corwith Yard, 2016

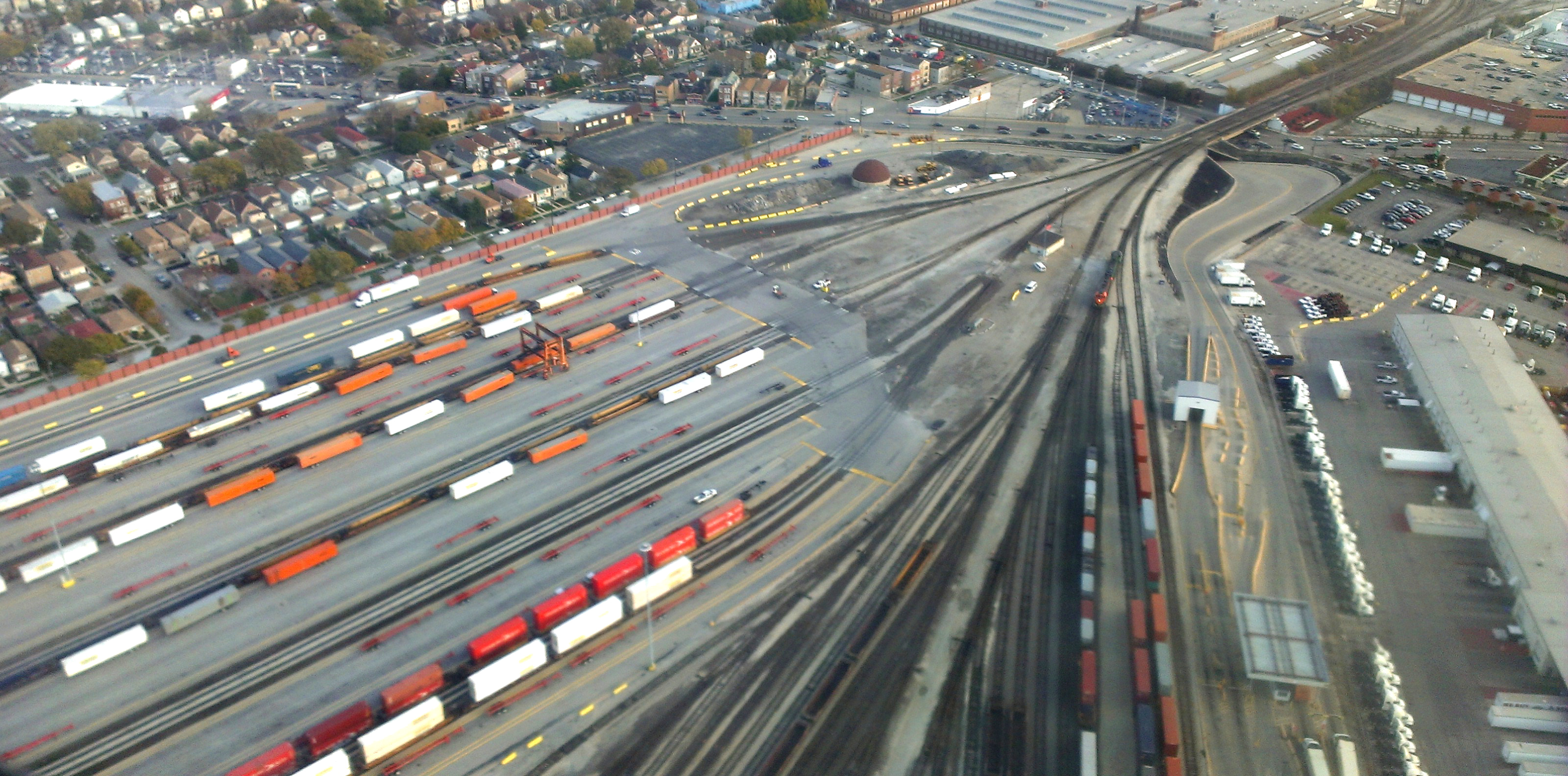
Südseite des Containerterminals, 2015

Das Containerterminal besitzt elf durchgehende Gleise für die Containerverladung und zwei kürzere Stumpfgleise auf der Nordseite. Auf der Westseite schließen sich mehrere Abstell- und Transfergleise an sowie eine Wartungshalle für die Güterwagen. Umgeben sind die Bahnanlagen von einer Vielzahl von Lagerflächen für Container, Sattelauflieger und Zugmaschinen. Auf der Corwith Intermodal Facility wurden 2017 über 810.000 Frachtcontainer umgeschlagen, was nach dem Logistics Park Chicago (960.000, BNSF) und dem CSX Bedford Park (900.000, CSX Transportation) die drittgrößte Verlademenge zwischen dem Schienen- und Straßenverkehr in der Metropolregion Chicago war; die Gesamtzahl in diesem intermodalen Güterverkehr lag hier bei 7,8 Mio. Containern.